# Neobaeorix cornuta
Neobaeorix cornuta is een hooiwagen uit de familie Assamiidae.